# Gisela Ruíz
Gisela Ruíz es una actriz española de televisión, cine y teatro. Con tan sólo 20 años estrena en agosto de 2021, como secundaria, la película internacional Lamento. Lamento dirigido por Rubén Sánchez y protagonizada por Sara Jiménez .  El 13 de Diciembre lanzó sus dos canciones 1999 y Queen Glicious .

## Filmografía
| Cine y televisión | Cine y televisión | Cine y televisión |
| Año               | Título            | Personaje         |
| ----------------- | ----------------- | ----------------- |
| 2021              | [ Lamento]        | Marta             |